# Der schwarze Kanal kehrt zurück
Der schwarze Kanal kehrt zurück ist ein satirischer Geschichtsfilm der Autoren Werner Martin Doyé und Andreas Wiemers. Der Kurzfilm ist eine Mockumentary über das Ende der DDR, die im Stil einer klassischen Fernsehdokumentation erzählt wird. Das ZDF zeigte den Film erstmals im Rahmen des 20. Jahrestags des Mauerfalls am Abend des 9. November 2009.

## Inhalt
Als Persiflage auf die klassische Form des Fernseh-Historienfilms, erzählt der Kurzfilm in 31 Minuten, das Ende der DDR sei Teil eines geheimen Plans zum Endsieg des Sozialismus gewesen.
Dabei wird auf die Sendung Der schwarze Kanal angespielt, die zwischen 1960 und 1989 im DDR-Fernsehen gezeigt wurde.
In dem satirischen Fernsehfilm sollen angebliche historische Dokumente und noch nie gezeigte Filmaufnahmen belegen, dass die Geschichte der DDR anders war als bisher bekannt sei und „neu geschrieben“ werden müsse. So wäre die DDR der Bundesrepublik weit überlegen und der Mauerfall von der SED-Führung geplant gewesen. Schauspieler treten als Zeitzeugen oder „Experten“ auf und belegen diese Thesen, unter anderem auch der als „DDR-Experte“ bezeichnete Moderator des Schwarzen Kanals, Karl-Eduard von Schnitzler. So will sich beispielsweise eine als Pädagogin erkennbare „Zeitzeugin“ daran erinnert haben, dass der in den Kindertagesstätten umstrittene „Töpfchenzwang“ nichts weiter als ein gruppendynamischer Prozess gewesen sei.
Der Film persifliert neben den Medien auch das Zuschauerverhalten, wenn z. B. Verschwörungstheorien zur Mondlandung aufgegriffen werden und der erste Kosmonaut im Weltall und danach die Mondlandung der Amerikaner als Filmdreh in der Sowjetunion „aufgedeckt“ werden. Der Film schließt damit, die DDR habe die Mauer geöffnet, um den Westen mit den Einigungskosten zu ruinieren und Honecker habe bereits in Chile für seine Nachfolgerin Angela Merkel die Finanzkrise und die Verstaatlichungen von Banken als „Plan“ des realsozialistischen Staates durchgeplant.

## Rezeption
Der Film erreichte bei der Erstausstrahlung um 23:50 Uhr mit 1,1 Millionen Zuschauern eine Einschaltquote von 11,1 %.
Die Süddeutsche Zeitung bezeichnete den Film als „wirklich hinreißend“ und resümierte: „Von Zeigefinger keine Spur. Eher von Mittelfinger. Ja, wie kommt so etwas ins ZDF?“ Die Ironisierung der DDR erscheine „unerhört und teils wirklich sehr, sehr komisch“, vor allem deshalb, „weil sie sich genau der gleichen Mittel und Mechanismen bedient wie die unzähligen Dokumentationen, die gerade durchs Fernsehen seifen“.
Die tageszeitung hingegen bezeichnete die Doku-Satire als „misslungen“ und als „nicht besonders lustig“: „Mag ja sein, dass es sein muss, sich über das die Medien beherrschende ‚Jubiläumspathos‘ und die ‚Einheitsduselei‘ lustig zu machen. Das geht aber nicht, indem man den vermeintlichen Fahrer Honeckers erzählen lässt, dass sein Chef Paraden eigentlich gehasst habe, weil er da stundenlang in der Kälte rumstehen musste. ‚Hermann, ist das langweilig‘, hat er nachher zu mir gesagt. Hermann, für das, was du da erzählst, gilt das leider auch.“
Die Berliner Morgenpost bilanzierte, der Film war „nicht nur ausgesprochen witzig, was die Veralberung der Historie betraf, sondern auch eine treffende Satire auf normale Dokus mit ihrem schematischen Mix aus Zeitzeugen und Archivmaterial“.
In sozialen Medien kursiert ein Zusammenschnitt dieses Satirevideos, welcher belegen soll, Angela Merkel würde im Auftrag Honeckers die Bundesrepublik Deutschland von langer Hand geplant systematisch zerstören. Diese verkürzte Version führte zu Verschwörungstheorien und entsprechenden Anschuldigungen. Um zu verbergen, dass es sich um eine Sendung aus dem öffentlich-rechtlichen Rundfunk handelt, wurde das ursprüngliche Bildformat so verändert, dass das Senderlogo des ZDF nicht mehr zu sehen ist.

## Preise
Der Film war in der Kategorie „Unterhaltung“ für den Adolf-Grimme-Preis 2010 nominiert.